# Rhynonirmus scolopacis
Rhynonirmus scolopacis är en insektsart som först beskrevs av Henry Denny 1842.  Rhynonirmus scolopacis ingår i släktet Rhynonirmus, och familjen fjäderlöss. Arten är reproducerande i Sverige.